# المنخل اليشكري
المنخل اليشكُري هو عمر بن مسعود اليشكُري بحار وشاعر عربي من قبيلة بني يشكر من تهامة، كان من أجمل فتيان العرب وأرقهم شعراً، كما كان جميلاً غزِلاً مغامراً ذا مكايد، له العديد من قصائد الفخر وقصائد الغزل، تُعد قصيدة «فتاة القصر» من أشهر قصائده، وبحسب الأصفهاني، كانت قصيدته هي آخر كلماته قبل اختفائه. لُقِب بالمنخل لأنه ينخل الشعر.

## نسبه
- هو: عمر بن مسعود بن إبراهيم بن عبد الله بن هيثم بن حبيب بن عامر بن إبراهيم بن أبان بن يشكر بن عتيك بن أنس بن زيد بن عامر بن ربيعة من نزار بن معد بن عدنان
- أمه: خديجة بنت نفيل بن عبد العزى بن رياح عبد الله بن قرط بن رزاح بن عدي بن كعب بن لؤي بن غالب بن فهر بن مالك بن قريش بن كنانة.[2]

## سيرته
ولد المنخل في الشعيبة غرب مكة المكرمة بعد عام الفيل بـ 10 سنوات، وشبّ الفتى اليشكري على دلالٍ وترفٍ، فانطلق مع الحياة التي تنفتح رحبةً أمام أمثاله مِمَّن رُزِقوا الوسامة والفصاحة والهمة، ولأنه ابن الشعيبة استهواه البحر فابحر في أشهر السفن وعرفه التجار في الحبشة وظفار، كما كان له حضور في سوق عكاظ في الطائف.
كانت نهايته مبكرة جداً، حيث يُقال أنه قُتل في السفينة التي كانت تبحر في رحلة إلى الحبشة على يد الأزيهر غلام المغيرة المخزومي الذي طعنه والقى به في البحر قرب ساحل الحبشة، فدفنه الأحباش هناك، عن عمر لا يتجاوز 27 سنة.

## مقتله
- ذكر ابن شهاب الزهري أن الأزيهر غلام المغيرة المخزومي طعن المنخل اليشكري في السفينة التي كانت تبحر في بحر القلزم وألقى به في البحر قرب ساحل الحبشة، فدفنه الأحباش هناك قبل البعثة النبوية بنحو ثلاث سنوات.[4]
- ذكر الأصفهاني رواية أخرى في كتابه الأغاني أن المنخل أحب زوجة النعمان بن المنذر، فقال فيها قصيدة، من أبياتها: «ولقد دخلت على الفتاة الخدر في اليوم المطير». دخل النعمان في يومٍ ما، فوجد زوجته المُلقبة بالمتجردة مع المنخّل، وكانت قد قيدت رجلها ورجله بالقيد، فأخذه النعمان فدفعه إلى عكب صاحب سجنه ليعذبه - وعكب رجل من لخم - فعذبه حتى قتله.[5]